# Dan Keat
Dan Keat, född 28 september 1987, är en nyzeeländsk före detta fotbollsspelare.

## Karriär
Keat började sin karriär i Team Wellington i Nya Zeeland, och spelade därefter för Los Angeles Galaxy i MLS innan han 2013 värvades till svenska Falkenbergs FF. Den första säsongen var han med om att ta upp Falkenberg i allsvenskan, och han gjorde sedan två säsonger i högsta serien innan han värvades till superettanklubben Gais 2016. Under försäsongen drog han emellertid på sig en fotskada, och han var borta från spel ända till slutet av juli. I andra matchen efter återkomsten fick han en ny skada, den här gången i knäet. Därefter blev det inga fler matcher under säsongen 2016, men han fick ändå nytt kontrakt över säsongen 2017. Det blev dock bara 14 matcher 2017, och efter säsongen meddelade klubben att de inte ville erbjuda Keat nytt kontrakt. Därefter slutade han med fotbollen.